# Léonie-Insel
Die Léonie-Insel (französisch Île Leonie) ist die größte und die westlichste der Léonie-Inseln in der Einfahrt zur Ryder Bay an der Südostküste der Adelaide-Insel westlich der Antarktischen Halbinsel. Sie misst 1,5 km im Durchmesser und ragt bis zu 455 m hoch auf.
Entdeckt und benannt wurde die Insel bei der Fünften Französischen Antarktisexpedition (1908–1910) unter der Leitung des Polarforschers Jean-Baptiste Charcot. Der bzw. die Namensgeber(in) ist unbekannt.